# تيموثي باش
تيموثي باش هو سباح كندي، ولد في 28 فبراير 1953 في فانكوفر في كندا.

## روابط خارجية
- تيموثي باش على موقع الاتحاد الدولي للسباحة (الإنجليزية)
- تيموثي باش على موقع SwimRankings.net (الإنجليزية)
- تيموثي باش على موقع اللجنة الأولمبية الدولية (الإنجليزية)
- تيموثي باش على موقع أوليمبيديا (الإنجليزية)
- تيموثي باش على موقع اللجنة الأولمبية الكندية (الإنجليزية)